# Ronald Rauhe
Ronald Rauhe (Berlijn 3 oktober 1981) is een Duits kanovaarder. 
Rauhe behaalde als achttienjarige tijdens zijn olympische debuut in 2000 de bronzen medaille in de K-2 500 meter.
Van 2001 tot en met 2003 werd Rauhe wereldkampioen in de K-1 200 meter en de K-2 500 meter.
Tijdens de Olympische Zomerspelen 2004 won Rauhe samen met Tim Wieskötter de gouden medaille in de K-2 500 meter.
In 2005 werd Rauhe wereldkampioen in de K-1 200 meter en de K-2 500 meter. Een jaar later prolongeerde Rauhe deze wereldtitels en won tevens de wereldtitel in de K-2 200 meter.
In 2007 won Rauhe de wereldtitel in de K-2 500 meter.
Tijdens de Olympische Zomerspelen 2008 kwam Rauhe samen met Wieskötter een tiende van een seconde tekort om hun olympische titel te prolongeren en moesten genoegen nemen met de zilveren medaille.
In 2009 werd Wieskötter voor de zesde maal wereldkampioen in de K-1 200 meter en voor de eerste maal op de K-1 500 meter.
Tijdens de Olympische Zomerspelen 2012 behaalde Rauhe zowel op de K-1 200 meter als op de K-2 200 meter de achtste plaats.
In 2016 won Rauhe de olympische bronzen medaille op de K-1 200 meter in Rio de Janeiro.
In 2017 en 2018 werd Rauhe wereldkampioen in de K-4 500 meter
Rauhe is getrouwd met de Duitse kanovaarster Fanny Fischer.

## Belangrijkste resultaten

### Olympische Zomerspelen
| Editie | Plaats         | Resultaten              |
| ------ | -------------- | ----------------------- |
| 2000   | Sydney         | K-2 500m                |
| 2004   | Athene         | K-2 500m                |
| 2008   | Peking         | K-2 500m                |
| 2012   | Londen         | 8e K-1 200m 8e K-2 200m |
| 2016   | Rio de Janeiro | K-1 200m 5e K-2 200m    |

### Wereldkampioenschappen vlakwater
| Jaar | Plaats           | Resultaten                       |
| ---- | ---------------- | -------------------------------- |
| 1999 | Milaan           | K-1 200m                         |
| 2001 | Poznań           | K-1 200m · K-2 500m · K-2 200m   |
| 2002 | Sevilla          | K-1 200m · K-2 500m · K-2 200m   |
| 2003 | Gainesville      | K-1 200m · K-2 500m · K-2 200m   |
| 2005 | Zagreb           | K-1 200m · K-2 500m              |
| 2006 | Szeged           | K-1 200m · K-2 200m · K-2 500m   |
| 2007 | Duisburg         | K-2 500m · K-2 200m              |
| 2009 | Dartmouth        | K-1 200m · K-1 500m · K-1 4x200m |
| 2010 | Poznań           | K-1 200m                         |
| 2011 | Szeged           | K-1 200m                         |
| 2013 | Duisburg         | K-2 200m                         |
| 2014 | Moskou           | K-2 200m                         |
| 2017 | Račice           | K-4 500m                         |
| 2018 | Montemor-o-Velho | K-4 500m                         |
| 2019 | Szeged           | K-4 500m                         |

1976: Joachim Mattern & Bernd Olbricht ·
1980: Vladimir Parfenovitsj & Sergej Tsjoechrai ·
1984: Ian Ferguson & Paul MacDonald ·
1988: Ian Ferguson & Paul MacDonald ·
1992: Kay Bluhm & Torsten Gutsche ·
1996: Kay Bluhm & Torsten Gutsche ·
2000: Zoltán Kammerer & Botond Storcz ·
2004: Ronald Rauhe & Tim Wieskötter ·
2008: Saúl Craviotto & Carlos Pérez ·
2024: Max Lemke & Jacob Schopf
2020: Max Rendschmidt & Ronald Rauhe & Tom Liebscher & Max Lemke ·
2020: Max Rendschmidt & Max Lemke & Jacob Schopf & Tom Liebscher